# Алоуа, Дэвид
Дэ́вид Алоу́а-Ро́джерс (англ. David Aloua-Rogers; род. 10 апреля 1987, Окленд) — новозеландский боксёр, представитель первой тяжёлой весовой категории.
Выступал за сборную Новой Зеландии по боксу в конце 2000-х — начале 2010-х годов, чемпион национального первенства, бронзовый призёр чемпионата Содружества, участник Игр Содружества 2010 года в Индии.
С 2011 года боксирует на профессиональном уровне. Владел титулами панафриканского чемпиона по версии Всемирной боксёрской ассоциации (WBA), чемпиона азиатско-тихоокеанского региона по версии Всемирной боксёрской организации (WBO), чемпиона азиатско-тихоокеанского региона по версии Всемирной профессиональной боксёрской федерации, чемпиона Азиатско-тихоокеанской боксёрской федерации (OPBF), интернационального чемпиона по версии Универсальной боксёрской организации (UBO). Был претендентом на титул чемпиона Австралии среди профессионалов в первом тяжёлом весе.

## Биография
Дэвид Алоуа родился 10 апреля 1987 года в Окленде, Новая Зеландия. Проходил подготовку под руководством известного новозеландского тренера Лоло Хеймули.

### Любительская карьера
Впервые заявил о себе в 2006 году, выиграв серебряную медаль на чемпионате Новой Зеландии по боксу в тяжёлой весовой категории. Год спустя стал бронзовым призёром национального первенства, ещё через год вновь взял бронзу.
На чемпионате Новой Зеландии 2009 года одолел всех своих соперников в тяжёлом весе и завоевал золотую медаль. Попав в основной состав новозеландской национальной сборной, побывал на чемпионате Содружества в Нью-Дели, откуда привёз награду бронзового достоинства, а также выступил на Играх Содружества в том же Нью-Дели, где дошёл до 1/8 финала.
В общей сложности провёл в любительском олимпийском боксе 41 бой, из них 30 выиграл (в том числе 21 досрочно), 11 раз проиграл.

### Профессиональная карьера
В январе 2011 года Алоуа успешно дебютировал на профессиональном уровне, отправив своего соперника в нокаут в третьем раунде. Выступал преимущественно на территории Австралии и Новой Зеландии, в течение года одержал пять побед подряд, не потерпев при этом ни одного поражения, в том числе завоевал титул интернационального чемпиона по версии Универсальной боксёрской организации (UBO) в первом тяжёлом весе.
В 2012 году довёл серию своих побед до семи, в частности раздельным решением судей победил довольно сильного австралийца Энтони Маккракена и тем самым выиграл вакантный титул чемпиона азиатско-тихоокеанского региона по версии Всемирной профессиональной боксёрской федерации.
В 2013 году вышел на ринг против опытного австралийца Дэниела Амманна, на кону стоял титул чемпиона Австралии среди профессионалов в первой тяжёлой весовой категории — в итоге противостояние между ними продлилось все отведённые 10 раундов, и судьи единогласно отдали победу Амманну. Алоуа, таким образом, потерпел первое в профессиональной карьере поражение.
Несмотря на проигрыш, Дэвид Алоуа продолжил активно выходить на ринг, выиграл два рейтинговых боя и в апреле 2014 года нокаутировал австралийского боксёра Брэда Питта, отобрав у него титул чемпиона Азиатско-тихоокеанской боксёрской федерации (OPBF), а также получив вакантные титулы панафриканского чемпиона по версии Всемирной боксёрской ассоциации (WBA) и чемпиона азиатско-тихоокеанского региона по версии Всемирной боксёрской организации (WBO). Это была одна из самых значимых побед в его спортивной карьере.
Тем не менее, удерживал свои чемпионские пояса Алауа не долго, уже во время первой защиты он встретился в матче-реванше с Энтони Маккракеном, и тот победил его техническим нокаутом в седьмом раунде. Команда боксёра сообщила о желании провести третий бой между нами, однако эти планы так и не осуществились, а новозеландец после этого поражения довольно долго ни с кем не боксировал.
В марте 2017 года Дэвид Алоуа вернулся в бокс и одержал двенадцатую победу на профессиональном уровне.